# مجسمه لویی شانزدهم
مجسمه لوئی شانزدهم توسط آشیل والوا در ماه دسامبر ۱۹۶۶ به لوئیزویل، کنتاکی آمد و در ماه ژوئیه ۱۹۶۷ برپا گردید، پیش از آنکه "به راهبرد بیم های مصنویت" در ماه سپتامبر ۲۰۲۰ گرفته شود.  نخستین خانه مجسمه میدان شهر مون پلیه فرانسه در سال ۱۸۲۹ بود. در آن محل، در کمتر از سال مورد توهین واقع شد و سرازیر شد. بعد از این به یک سیاه چال نظامی انتقال یافت و در آن محل ایستاد تا اینکه در سال ۱۸۹۹ توسط یک افسر موجودی پیدا شود. در سال ۱۹۶۶، مون پلیه این تصمیم را گرفت که مجسمه را به لوئیزویل، کنتاکی واگذار نماید، چون این شهر به اسم لویی شانزدهم اسم گذاری شده است. این کشتی با یک کشتی نیروی دریایی ایالات متحده به نورفولک، ویرجینیا ارسال شد، محلی که در روز های پایان سال ۱۹۶۶ به اندازه ۱ هفته در ایستگاه دریایی اسکله ۲ واقع شد. بعد از این مجسمه را راکب قطار نمودند و در روز کریسمس ۱۹۶۶ به لوئیزویل تحویل داد. شهردار لوئیزویل در آن هنگام، کنت اشمید ، این گونه بیان شده نموده است که این گونه می گفت: "این یک هدیه کریسمس خیلی خوب برای شهر ما می باشد." 